# Valentinien Galate
Valentinien Galate (en grec : Ούαλεντινιανός Γαλάτης), né le 18 janvier 366 et mort vers 370, est le seul fils de l'empereur romain d'Orient Valens. Nommé consul avant son troisième anniversaire, il mourut durant sa petite enfance.

## Biographie

### Famille et origine
Valentinien était le troisième enfant et le seul fils de l'empereur Valens et de l'impératrice Albia Dominica.
Selon la Consularia Constantinopolitana, Valentinien est né le 18 janvier 366. Les sources divergent cependant sur son lieu de naissance. Selon l'orateur contemporain Thémistios, Valentinien est né sur les rives du Danube, près du limes danubien marquant la frontière de l'Empire. 
Si l'on se réfère à l'épithète qui lui est donnée par les historiens ecclésiastiques grecs du IVe siècle Socrate le Scolastique et Sozomène et par le Chronicon Paschale (en grec : Γαλάτης, se traduit par Galátēs, littéralement « le Galate »), le fils de Valens serait cependant plutôt né en Galatie,.

### Consul en 369
Selon un édit conservé au sein du Code Théodosien, Valentinien fut appelé nobilissimus puer. Avant son troisième anniversaire, il fut nommé consul pour l'année 369 aux côtés du maître de cavalerie Victor. Au début de cette année, Valentinien Galate était probablement avec son père à Marcianopolis – où Valens avait établi ses quartiers d'hiver au cours de sa première campagne contre les Goths. 
Thémistios écrivit un panégyrique lors du commencement du consulat de Valentinien, le 1er janvier 369. L'orateur encourage Valentinien à suivre l'exemple de son cousin Gratien, empereur romain d'Occident âgé de 10 ans, dont il souligne qu'il est attentif à ses instructeurs. Thémistios exhorte Valentinien à imiter les autres empereurs, son oncle Valentinien Ier et son père Valens, et suggère qu'il pourrait être un bon candidat pour rejoindre le collège impérial,. 

### Mort
Aux environs de l'année 370, Valentinien tombe malade à Césarée de Cappadoce. Il meurt vers l'âge de 4 ans. Sa mort est mentionnée par les historiens ecclésiastiques Rufin d'Aquilée, Socrate le Scholastique, Sozomène et Théodoret de Cyr.

#### Récit de Socrate le Scholastique
Selon Socrate le Scholastique, la maladie de Valentinien serait une punition causée par les mauvais traitements infligés par l'empereur arien à l'évêque chrétien nicéen Basile de Césarée. Valentinien serait mort après le refus de Valens de se détourner de l'arianisme, dans le propre siège épiscopal de Basile.